# Череповецький трамвай
Череповецький трамвай — діюча трамвайна мережа в місті Череповець, Росія. Введено в дію 19 жовтня 1956 за маршрутом ЧМЗ — Фабрика взуття. До 1998 року трамваї були власністю металургійного заводу. На початок 2010-х в Череповці працювало 4 лінії:
- 2: Доменна — Вокзал
- 4: Аглофабрика №3 (АГФ-3) — Олімпійська
- 4A: Доменна — Олімпійська
- 8: Олімпійська — Вокзал

## Рухомий склад
На початок 2010-х діяло 53 трамваї:
| Тип     | Штук |
| ------- | ---- |
| KTM-5   | 34   |
| KTM-5A  | 9    |
| KTM-8K  | 6    |
| KTM-8KM | 4    |

Також використовувались  10 службових вагонів:
- GS-4 3 шт
- KTM-5 2 шт
- TK-28 2 шт
- VTK-01 1 шт
- VTK-24 1 шт
- RShM 1 шт

## Ресурси Інтернету
- МУП «Электротранс» [Архівовано 24 листопада 2015 у Wayback Machine.]
- Череповецкий трамвай на сайте Юрия Маллера [Архівовано 5 березня 2016 у Wayback Machine.]
- Череповец на СТТС
- «Трамвайные вагоны»